# Col de Haussire
Le col de Haussire est un col de l'Ardenne situé en Belgique au nord de La Roche-en-Ardenne (province de Luxembourg). Par sa longueur, sa pente moyenne et sa pente maximale, son versant sud-ouest est classé no 1 des cols et côtes de Wallonie.

## Géographie
Contrairement à la plupart des autres montées de la région, il s'agit d'un col et non d'une côte. Le col se situe sur une crête à une altitude de 498 mètres, le sommet boisé de la colline se situant à proximité à une altitude de 512 mètres. Le col de Haussire peut être atteint par le versant sud au départ de deux routes différentes se rejoignant pour la seconde moitié de la montée et par le versant ouest au départ de la route nationale 89.
Ce col peut être atteint par trois routes : 
- par le sud-ouest (montée classique) depuis le nord-est de La Roche-en-Ardenne (vallée de l'Ourthe) au départ de l'église Saint-Nicolas par la rue Trou-Bourbon (partiellement pavée), la rue Gohette en passant le long du cimetière de La Roche puis le parc à gibier et le val du Pierreux jusqu'au sommet (4 100 m, pente moyenne de 7,8 %) ;
- par le sud depuis le sud de La Roche-en-Ardenne au départ du carrefour de la route d'Houffalize, de l'avenue de Villez (route nationale 860) et du val du Pierreux, montée en suivant uniquement le val du Pierreux jusqu'au sommet (3 900 m dont les derniers 1 550 m sont communs avec la montée par le sud-ouest, pente moyenne de 7 %)[2] ;
- par l'ouest depuis le nord-ouest de La Roche-en-Ardenne au départ du pont sur l'Ourthe par la rue de Cielle (route nationale 89) en direction de Samrée puis à droite par le val du Pierreux avec le col atteint par le versant opposé des deux montées précédentes (5 700 m, pente moyenne de 4,9 %)[3].

## Profil
Depuis La Roche-en-Ardenne, le versant sud-ouest (montée classique) présente une ascension irrégulière avec deux courtes parties descendantes. Les 1 000 premiers mètres et les 1 500 derniers mètres ont une pente moyenne de 10 % :
- longueur : 4,1 km ;
- pente moyenne : 7,8 % ;
- pente maximale : 15,5 % ;
- altitude au pied : 222 m ;
- altitude au sommet : 498 m ;
- dénivelé positif : 316 m.

## Cyclisme
Le versant sud-ouest est régulièrement emprunté par des courses cyclistes comme lors de la 3e étape du Tour de Wallonie 2024 et lors de Liège-Bastogne-Liège 1995. Le versant sud fait partie de Liège-Bastogne-Liège 2025.

## Stèle
Au col de Haussire, une stèle rendant hommage à Claude Criquielion a été inaugurée en août 2015. Cette stèle se trouve à côté de la plaque reprenant l'inscription : « Col de Haussire - Altitude 498 m - 1re côte de Belgique - Cotacol 1re difficulté - La Roche en Ardenne ».